# Diecezja Xinzhu
Diecezja Xinzhu (łac.: Dioecesis Hsinchuensis) – rzymskokatolicka diecezja ze stolicą w Xinzhu w Republice Chińskiej, wchodząca w skład Metropolii Tajpej. Siedziba arcybiskupa znajduje się w Katedrze Niepokalanego Serca Najświętszej Maryi Panny w Xinzhu. 

## Historia
- Diecezja Xinzhu powstała 21 marca 1961.

## Biskupi
- biskup diecezjalny: bp John Baptist Lee Keh-mien

## Podział administracyjny
W skład diecezji Xinzhu wchodzi 82 parafii

## Główne świątynie
- Katedra: Katedra Niepokalanego Serca Najświętszej Maryi Panny w Xinzhu